# نهلم (اورگن)
نهلم (به انگلیسی: Nehalem) شهری در شهرستان تیلموک ایالت اورگن است و در سرشماری سال ۲۰۱۱ میلادی، ۲۷۱ نفر جمعیت داشته که نسبت به سال ۲۰۱۰، −۰٫۳۷ درصد رشد جمعیت داشته‌است.

## موقعیت جغرافیایی
موقعیت جغرافیایی شهرها و مناطق اطراف به شرح زیر است: